# 加洛多罗
加洛多罗（義大利語：Gallodoro），是意大利西西里大区墨西拿廣域市的一个市镇。总面积6平方公里，人口394人，人口密度65.7人/平方公里（2009年）。ISTAT代码为083031。